# Sutrieu
Sutrieu és un antic municipi francès, situat al departament de l'Ain i a la regió d'Alvèrnia-Roine-Alps. L'1 de gener de 2019 esdevé municipi delegat i capital del municipi Valromey-sur-Séran. L'any 2007 tenia 223 habitants.

## Demografia

### Població
El 2007 la població de fet de Sutrieu era de 223 persones. Hi havia 88 famílies de les quals 19 eren unipersonals (15 homes vivint sols i 4 dones vivint soles), 38 parelles sense fills, 27 parelles amb fills i 4 famílies monoparentals amb fills.
La població ha evolucionat segons el següent gràfic:
Habitants censats

### Habitatges
El 2007 hi havia 166 habitatges, 94 eren l'habitatge principal de la família, 52 eren segones residències i 20 estaven desocupats. 153 eren cases i 12 eren apartaments. Dels 94 habitatges principals, 77 estaven ocupats pels seus propietaris, 13 estaven llogats i ocupats pels llogaters i 3 estaven cedits a títol gratuït; 1 tenia dues cambres, 5 en tenien tres, 17 en tenien quatre i 71 en tenien cinc o més. 76 habitatges disposaven pel capbaix d'una plaça de pàrquing. A 44 habitatges hi havia un automòbil i a 42 n'hi havia dos o més.

### Piràmide de població
La piràmide de població per edats i sexe el 2009 era:
| Homes | Edats   | Dones |
| ----- | ------- | ----- |
| 0     | 95 o +  | 4     |
| 0     | 90 a 94 | 0     |
| 4     | 85 a 89 | 4     |
| 0     | 80 a 84 | 4     |
| 4     | 75 a 79 | 8     |
| 16    | 70 a 74 | 0     |
| 12    | 65 a 69 | 0     |
| 0     | 60 a 64 | 8     |
| 4     | 55 a 59 | 4     |
| 12    | 50 a 54 | 16    |
| 4     | 45 a 49 | 4     |
| 4     | 40 a 44 | 0     |
| 8     | 35 a 39 | 4     |
| 8     | 30 a 34 | 8     |
| 4     | 25 a 29 | 12    |
| 5     | 20 a 24 | 8     |
| 4     | 15 a 19 | 0     |
| 12    | 10 a 14 | 8     |
| 12    | 5 a 9   | 4     |
| 0     | 0 a 4   | 4     |

## Economia
El 2007 la població en edat de treballar era de 128 persones, 95 eren actives i 33 eren inactives. De les 95 persones actives 88 estaven ocupades (51 homes i 37 dones) i 8 estaven aturades (3 homes i 5 dones). De les 33 persones inactives 15 estaven jubilades, 10 estaven estudiant i 8 estaven classificades com a «altres inactius».

### Ingressos
El 2009 a Sutrieu hi havia 99 unitats fiscals que integraven 239 persones, la mediana anual d'ingressos fiscals per persona era de 17.164 €.

### Activitats econòmiques
Dels 7 establiments que hi havia el 2007, 1 era d'una empresa de fabricació d'altres productes industrials, 2 d'empreses de construcció, 2 d'empreses de comerç i reparació d'automòbils i 2 d'empreses de serveis.
Dels 4 establiments de servei als particulars que hi havia el 2009, 1 era un taller de reparació d'automòbils i de material agrícola, 1 paleta, 1 guixaire pintor i 1 veterinari.
L'any 2000 a Sutrieu hi havia 19 explotacions agrícoles que ocupaven un total de 880 hectàrees.

## Poblacions més properes
El següent diagrama mostra les poblacions més properes.